# Diflufenican
Diflufenican ist eine chemische Verbindung aus der Gruppe der Carbonsäureamide, Aniline und Pyridine bzw. genauer der Phenoxynicotinanilide.

## Gewinnung und Darstellung
Diflufenican kann durch eine mehrstufige Reaktion von Nicotinsäure mit Chlor, 3-Trifluormethylphenol, Thionylchlorid und 2,4-Difluoranilin gewonnen werden.

## Eigenschaften
Diflufenican ist ein farbloser Feststoff, welcher praktisch unlöslich in Wasser ist.

## Verwendung
Diflufenican wird als Wirkstoff in Herbiziden verwendet. Es wird überwiegend über den Boden aufgenommen, was zum Absterben der Unkrautpflanzen führt. Diflufenican bleibt bei ausreichender Bodenfeuchte über mehrere Wochen wirksam. Es wirkt primär durch die Hemmung der Carotin-Biosynthese und sekundär durch Verstärkung des Chlorophyllabbaus. Die Verbindung ist stabil in Lösung und gegenüber Licht- und Temperatureinwirkung. Sie wird bevorzugt im Herbst als Herbizid bei Wintergetreide vor allem im Vorauflauf und frühen Nachauflauf eingesetzt.

## Zulassung
In  vielen Staaten der EU, so auch in Deutschland und Österreich, sowie in der Schweiz sind Pflanzenschutzmittel zugelassen, die diesen Wirkstoff enthalten.
Im Juli 2025 widerrief Dänemark die Zulassung von 23 Pflanzenschutzmitteln mit Diflufenican und fünf weiteren PFAS-haltigen Wirkstoffen, weil diese im Boden und Grundwasser zu Trifluoressigsäure abgebaut werden können, mit Fristen bis Ende 2025 bzw. September 2026.

## Handelsnamen
Lyskamm, Loredo, Alister, Azur, Brodal, Capture, Cougar, Fenikan, First, Harpo Z, Herold, Javelin, Laureat, Panther, Quartz GT, Quartz S, Quartz Super, Tigrex, Viper Compact